# Перебейнос, Валентина Исидоровна
Валентина Исидоровна Перебейнос (укр. Перебийніс Валентина Ісидорівна, 13 октября 1923, Красноградский район, Полтавская губерния — 21 декабря 2020, Киев) — украинский советский учёный-филолог. Доктор филологических наук, профессор.

## Биография
Родилась в семье сельских учителей. В 1949 году окончила педагогический факультет Военного института иностранных языков в Москве, получив диплом преподавателя английского языка высшей и средней школы.
С 1953 по 1961 год работала старшим преподавателем и заведующим кафедрой иностранных языков Черкасского государственного педагогического института.
В 1962 году после окончания годовой аспирантуры Московского государственного института иностранных языков им. Мориса Тореза защитила кандидатскую диссертацию по структурной лингвистике на тему «Роль моделей в разграничении значений многозначного глагола (к вопросу о методах лексикологических исследований — на материале глаголов make и do в английском языке)». С 1962 года работала научным сотрудником отдела теории украинского языка Института языкознания им. А. А. Потебни. В 1968 году возглавила созданный в Институте отдел структурно-математической лингвистики, которым заведовала 18 лет. В 1970 году защитила докторскую диссертацию «Количественные и качественные характеристики системы фонем современного украинского литературного языка». В 1973 году ей присвоено звание профессора по специальности «структурная, прикладная и математическая лингвистика».
С 1986 года занималась научно-преподавательской работой. Читала теоретические курсы на отделении прикладной (компьютерной) лингвистики в Киевском национальном лингвистическом университете. В 2003 году ей присвоено звание «Почётный доктор Киевского национального лингвистического университета».

## Научные интересы
Структурная, прикладная и математическая лингвистика.